# الروضة (القفر)

تعديل مصدري - تعديل

الروضة محلة تابعة لقرية الميهال، التابعة لعزلة بني سيف العالي بمديرية القفر إحدى مديريات محافظة إب في الجمهورية اليمنية، بلغ تعداد سكانها 48 حسب تعداد اليمن لعام 2004.